# Luna–22
A Luna–22 (E-8LS-206-, Луна-22) harmadik generációs szovjet űrszonda, a Luna-program folytatásaként holdszputnyik lett.

## Küldetés
Feladata a Hold megközelítése – körpályára állás, különböző magasságokból a Hold-talaj felderítése gamma-sugárzás-mérésekkel, nagy felbontóképességű panorámafelvételek készítése, mikrometeorit-sűrűségi, rádiós magassági és hullámterjedési mérések, kozmikus sugárzásvizsgálatok végrehajtása, valamint a Hold gravitációs és mágneses terének tanulmányozása. Repülés közben a kozmikus sugárzás, a napszél, a mikrometeoritok, az interplanetáris anyag és a Hold mágneses terének vizsgálata.

## Jellemzői
Építette és üzemeltette az OKB–1 (oroszul: Особое конструкторское бюро №1, ОКБ-1), később Lavocskin-tervezőiroda.
1974. május 29-én a Bajkonuri indítóbázisról, négylépcsős, az emelkedést segítő szilárd hajtóanyagú segédrakéták párhuzamos elrendezésével, egy Proton-K/D hordozórakétával (8K78K) állították Föld körüli parkolópályára. Felépítése, szerkezete megegyezett a Luna–19 űrszondával. Műszerezettségét tekintve a korábbi holdszputnyikok továbbfejlesztett változata. Az orbitális egység pályája 88,56 perces, 51,54 fokos hajlásszögű, elliptikus pálya adatai: perigeuma 187 kilométer, apogeuma 226 kilométer volt. Az utolsó fokozat hajtóművének újraindításával  elérte a szökési sebességet. Három ponton stabilizált (Föld-, Hold- és Nap-központú) űreszköz. A repülési idő 4,3 nap volt. Hasznos tömege 4000 kilogramm.
Május 30-án pályakorrekciót hajtottak végre.
Június 2-án a fékezőrakéta segítségével Hold körüli pályára állították. Hold körüli pálya adatai: keringési ideje 2 óra 10 perc, 20 fokos hajlásszög, periszelénium (a Holdhoz legközelebb eső pontja, első keringésnél: 219 kilométer), aposzelénium (a Holdtól legtávolabb eső pontja, első keringésnél 244 kilométer). Élettartamát napelemei, kémiai akkumulátorai, valamint radióizotópos hőforrása, a nagy hajtóanyag-tartalék (pályakorrekciók segítése) tette megbízhatóvá. Feladatának teljesítés érdekében több alkalommal módosították pályaméreteit.
Június 9-én a pályát 20 fokos hajlásszöggel, periszelénium  25 kilométer, aposzelénium  244 kilométerre módosították.
Június 11-én a pályát 20 fokos hajlásszöggel, periszelénium  171 kilométer, aposzelénium  1437 kilométerre módosították.
Június 13-án a pályát 20 fokos hajlásszöggel, periszelénium  181 kilométer, aposzelénium  299 kilométerre változtatták.
November 11-én a pályát 3 óra 12 perc, 20 fokos hajlásszöggel, periszelénium  181 kilométer, aposzelénium  1434 kilométerre állították. 1778 alkalommal kerülte meg a Holdat, rádiókapcsolatot 1000 esetben létesítettek.
1975. április 2-án a pályát 3 óra 12 perc, 21 fokos hajlásszöggel, periszelénium  200 kilométer, aposzelénium  1409 kilométerre állították.
Augusztus 24-én a pályát 21 fokos hajlásszöggel, periszelénium  30 kilométer, aposzelénium  1580 kilométerre állították.
Augusztus 31-én a pályát 3 óra, 20 fokos hajlásszöggel, periszelénium  100 kilométer, az aposzelénium  1286 kilométerre állították.
Szolgálati idejét egy évre tervezték, az energiaellátás, a maradék üzemanyagmennyiség következtében 15 hónapig működött, 2400 rádiókapcsolatot létesítettek vele. A végrehajtott 1500 mérésből a Hold igen részletes analízisére nyílt lehetőség.
Szeptember 2-án a pályát 3 óra, 21 fokos hajlásszöggel, periszelénium  100 kilométer, aposzelénium  1286 kilométerre módosították. A hajtóanyag-tartalék elfogyott, ezért beszüntették a további méréseket.

## Külső hivatkozások
- Luna–22. zarya.info. [2022. július 1-i dátummal az eredetiből archiválva]. (Hozzáférés: 2013. február 11.)
- Luna–22. skyrocket.de. (Hozzáférés: 2013. február 11.)
- Luna–22. ib.cas.cz. [2013. október 13-i dátummal az eredetiből archiválva]. (Hozzáférés: 2013. február 11.)
- Luna–22. nasa.gov. [2013. február 24-i dátummal az eredetiből archiválva]. (Hozzáférés: 2013. február 11.)

| Elődje: Luna–21 | Luna-program 1969–1976 | Utódja: Luna–23 |